# Balfour (Neuseeland)
Balfour ist ein kleines Dorf im Southland District der Region Southland auf der Südinsel von Neuseeland.

## Namensherkunft
Die Namensgebung des Ortes erfolgte entweder nach einem in dem Ort lebenden Angestellten der Waimea Company oder nach James Mulville Balfour, der in den 1860er Jahren als Landvermesser in der Provinz Otago und Marineingenieur der Regierung tätig war.

## Geographie
Balfour befindet sich rund 40 km nordwestlich von Gore und rund 15 km südöstlich von Lumsden in den Waimea Plains, zwischen den Hokonui Hills und dem Mataura River.

## Geschichte
1880 wurde die Bahnstrecke der Waimea Plains Railway eröffnet, die Gore an der Main South Line mit Lumsden am Kingston Branch liegend verband und Balfour damit durchquerte. Die Bahnlinie war über viele Jahre eine wirtschaftlich bedeutsame Verbindung. Der ursprüngliche Kingston Flyer, der dem heute gleichnamigen Touristenzug den Namen gab, passierte zwischen den 1860er Jahren und Ostern 1957 auch Balfour.
Wegen der Verbesserung der Straßenverbindungen und Änderungen der rechtlichen Voraussetzungen wurde der größte Teil der Bahnlinie 1971 aus wirtschaftlichen Gründen stillgelegt. Balfour war nun nur noch Endpunkt einer kurzen Nebenbahn nach Lumsden. Die Hoffnung, diese Strecke durch Transport von Weizen der umliegenden Farmen aufrechtzuerhalten, erfüllte sich nicht, auch sie wurde am 15. Januar 1978 geschlossen. Der Bahnsteig in Balfour ist heute Teil eines Kinderspielplatzes.

## Bevölkerung
Zum Zensus des Jahres 2013 zählte das Dorf 126 Einwohner, 8,7 % weniger als zur Volkszählung im Jahr 2006.

## Wirtschaft
Die Region ist von der Landwirtschaft geprägt, vor allem Rinderzucht, Schafzucht und Getreideanbau und Weidehaltung von Hirschen stehen im Vordergrund. Früher gab es eine Molkerei im Ort. In den letzten Jahren gewann die Milchwirtschaft wieder an Bedeutung. Daneben gibt es ein 1910 eröffnetes Kalkwerk.

## Infrastruktur

### Straßenverkehr
Durch Balfour führt der New Zealand State Highway 94, der das Dorf mit Gore auf der südöstliche Seite und mit Te Anau auf der nordwestlichen Seite verbindet.

### Bildungswesen
Das Dorf verfügt mit der Balfour School über eine Grundschule mit den Jahrgangsstufen 1 bis 6. Im Jahr 2014 besuchten 75 Schüler die Schule.

## Sport
Balfour ist jährlich Gastgeber eines Rugby Sevens-Turniers, an dem Mannschaften aus den Regionen Southland und Otago teilnehmen. Im Mataura River wird nach Regenbogenforellen geangelt.